# Bänkkrok

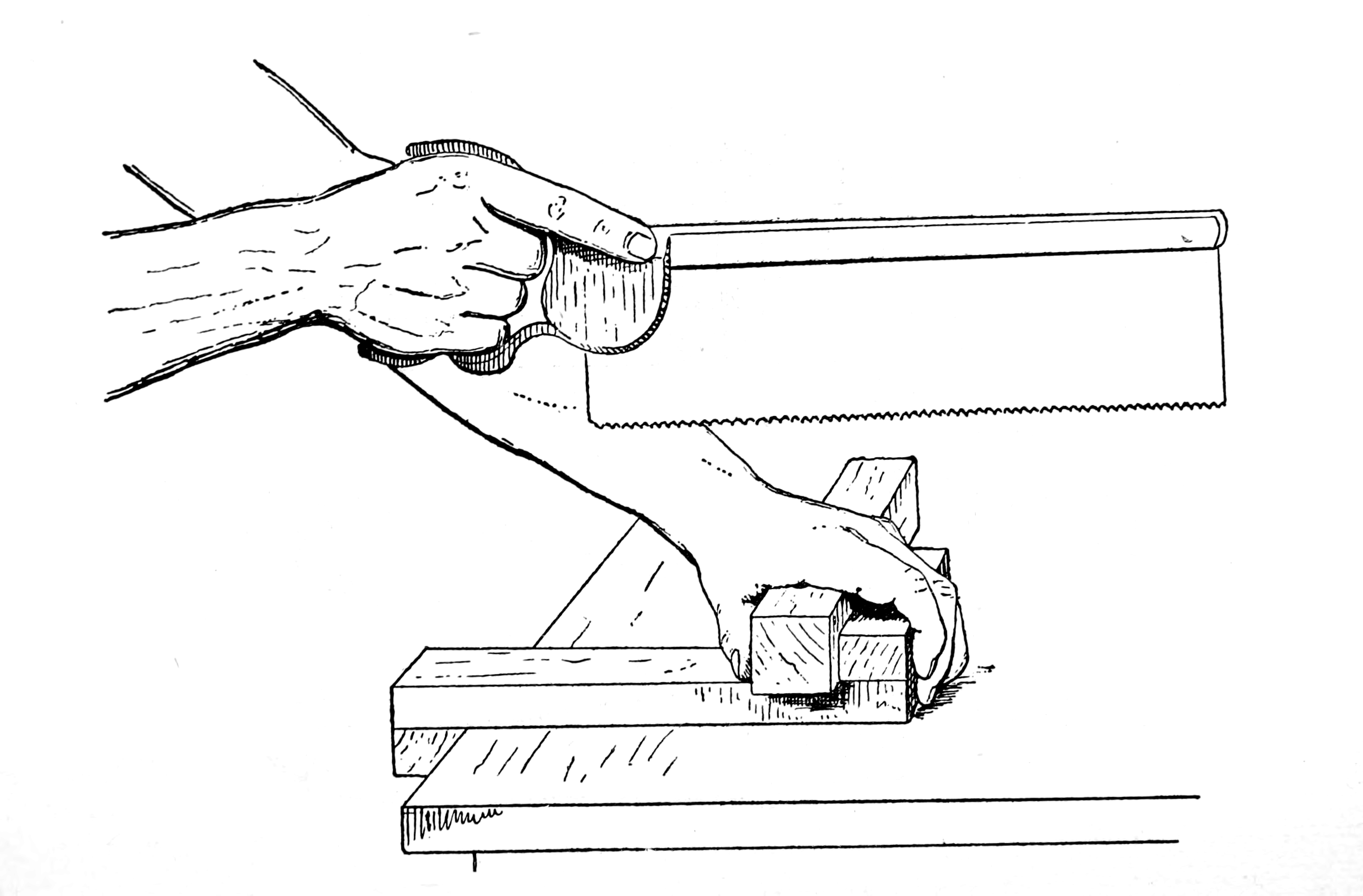
Illustration av en bänkkrok som används för att kapa ett trästycke.

En bänkkrok är ett skydd och hjälpmedel (jigg) för hyvelbänkar eller andra arbetsbord.
Det används inom snickeri och andra hantverk för att skydda arbetsbänken från verktyg som sågar eller skär, och samtidigt förse ett anhåll mot vilket arbetsstycket kan hållas eller tvingas. De kan även användas i samband med vinkelhakar eller linjaler för att skära tunnare material såsom papper, papp, eller fanér i räta eller specifika vinklar.
I dess enklaste form består en bänkkrok av en bräda eller skiva med två 'staket', ett på undersidan som hakar mot bordet för stöd, och ett på ovansidan mot vilket arbetsstycket kan hållas. På bänkkrokar gjorda för att kapsåga t.ex. läkter och lister kan anhållet på ovansidan vara kortare än bredden på underlaget, så att sågen inte riskerar att skada bänken under.

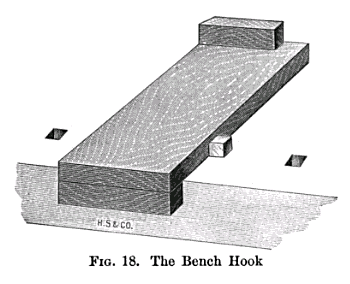
Exempel på en bänkkrok där anhållet på ovansidan är kortare än brädan, för att skydda bänken under vid sågning.

Staketen kan spikas, skruvas eller limmas fast, beroende på bänkkrokens tilltänkta ändamål. I vissa fall kan träplugg eller kexning vara att föredra, för att undvika att av misstag såga, skära, eller skrapa mot metall med verktyg eller arbetsstycke.
Det finns även varianter med färdiga spår i anhållet, så att den kan användas på samma sätt som en geringslåda. 
Storlek och material kan variera, särskilt då många bänkkrokar är ihopsnickrade av användaren själv. Provisoriska lösningar av spillvirke är lätta, billiga och snabba att tillverka, medan andra bänkhakar är konstruerade med laxstjärtar i ädelträ. Man kan även lägga på en skärmatta, skärbräda eller dylikt för att öka livslängden på bänkkroken när den används primärt för att skära material.

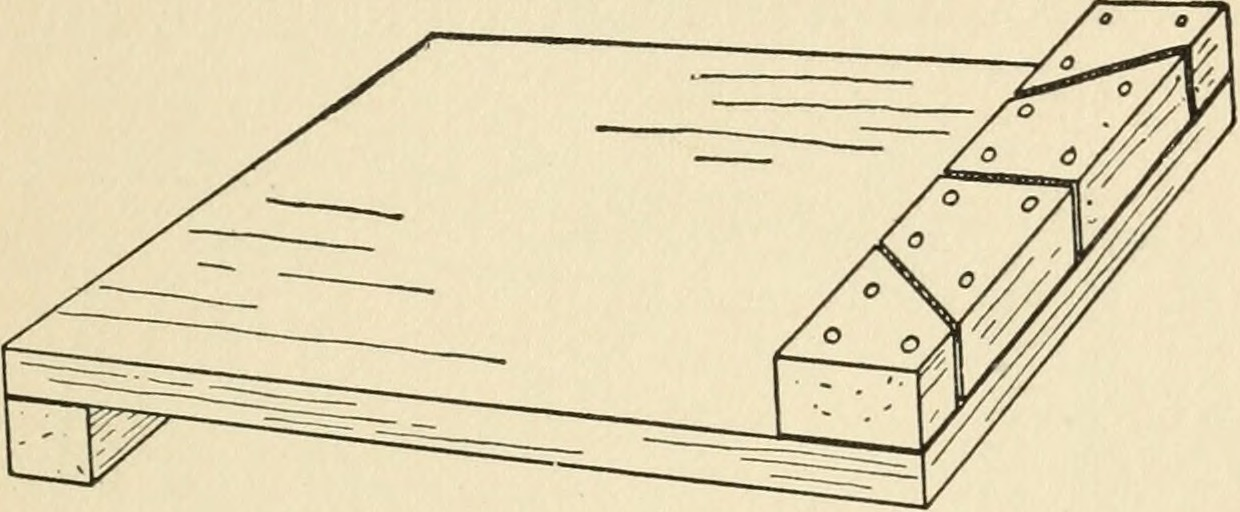
Bänkkrok med spår för att såga geringar.

Bänkkroken kan tvingas fast i bänken, men i många fall räcker det att hantverkaren lägger en del av sin tyngd mot anhållet för att samtidigt hålla fast arbetsstycket mot bänkkroken och bänkkroken mot arbetsbänken.

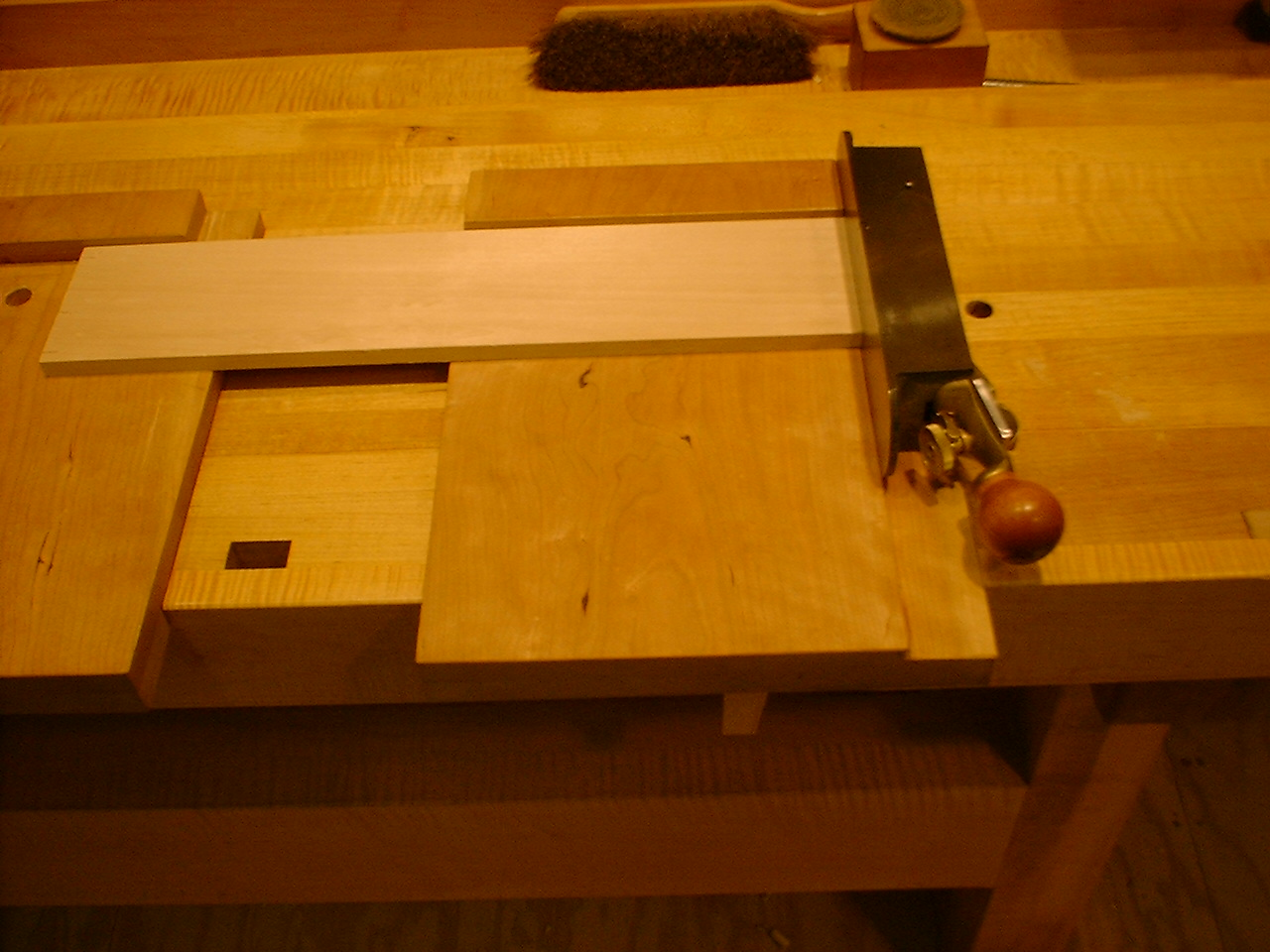
Bänkkrok med en avsatts att föra hyveln i medan arbetsstycket hålls mot anhållet.

Det finns även en liknande jigg för att handhyvla, som har ett spår eller en läpp, i vilken hyveln kan föras medan arbetsstycket ligger mot anhållet så att det har en konstant vinkel.